# Лукас Твала
Лукас Твала (англ. Lucas Thwala, *19 жовтня 1981, Мбомбела, ПАР) — південноафриканський футболіст, захисник «Орландо Пайретс» та  національної збірної ПАР.

## Клубна кар'єра
Лукас Твала виступав за місцеві команди своєї провінції, а згодом його запросили до відомого в Південній Африці клубу «Орландо Пайретс», в якому він себе дуже вдало зарекомендував. 
Учасник фінальної частини 19-ого Чемпіонату світу з футболу 2010 в Південно-Африканській Республіці.